# Tesqopa

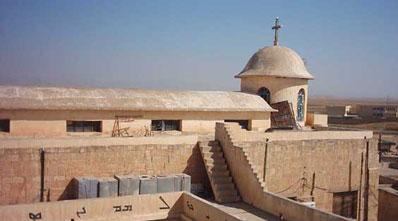
Georgskirche von Telskuf

Tesqopa oder Telskuf (syrisch ܬܠܐ ܙܩܝܦܐ Tesqopa, arabisch تللسقف Telsquf, DMG Tallsquf oder تل أسقف Tall Asqaf, DMG Tall Usquf ‚Bischofs-Hügel‘; auch Telesquf, Teleskuf, Tel Esqof, Tel Eskof oder Tel Skuf) ist eine überwiegend christlich-assyrische Stadt im Irak mit einem starken Anteil an Jesiden. Sie befindet sich etwa 28 km nördlich von Mosul und 2 km südlich von Alqosch in der Ninive-Ebene der gleichnamigen Provinz Ninawa.

## Bevölkerung
Im Jahre 2010 hatte Tesqopa etwa 11.000 Einwohner. Die meisten von ihnen sind Christen und gehören der Chaldäisch-katholischen Kirche an. Sie bezeichnen sich als Chaldäer, werden aber auch Assyrer des chaldäischen Ritus genannt.
Laut 2020 erschienener Studie von Kirche in Not sind im Jahre 2019 etwa zwei Drittel der rund 6000 Einwohner Tesqopas Christen, der Rest Kurmandschi sprechende Jesiden. Eine große Mehrheit der Christen identifiziert sich als Chaldäer. Etwa 90 % der Christen in Tesqopa gab als erste Sprache Surith („Syrisch“, Ost-Aramäisch) an, der Rest Arabisch.

## Geschichte
Tesqopa wird erstmals als christliches Dorf in einem Gedicht aus dem 13. Jahrhundert erwähnt, verfasst von dem christlichen Dichter Giwargis Warda. Das Gedicht beschreibt die Plünderung Tesqopas und die Zerstörung der Kirche St. Jakob der Einsiedler durch Mongolen im November 1235.
Tesqopa wurde mehrfach von Mongolen überfallen. Bei einem Massaker im Jahre 1436 wurden mehrere tausend christliche Einwohner ermordet und die Felder und Kirchen niedergebrannt, so dass alle, die überleben wollten, in die Berge fliehen mussten. Auch 1508 wurde Tesqopa angegriffen, ebenso wie Tel Keppe, Alqosch und das Kloster Rabban Hormizd. 1743 wurde Tesqopa von Truppen des Nader Schah auf seinem Marsch nach Mossul angegriffen.
Mit dem Einmarsch der USA ab 2003 und den nachfolgenden Christenverfolgungen kamen aus Bagdad und Mossul viele christliche Flüchtlinge in die Ninive-Ebene und auch nach Tesqopa. Am 23. April 2007 explodierte eine Autobombe in Tesqopa, wobei mehr als 25 Menschen starben, darunter zwei chaldäische Christen, in der Mehrzahl aber Jesiden. Anfang August nahm die islamistische Terrororganisation Daesch (IS) Tesqopa ein, wurde aber am 17. August 2014 durch kurdische Peschmergas wieder zurückgeworfen. Am Morgen des 3. Mai 2016 drangen erneut Daesch-Einheiten nach Tesqopa vor, wurden aber bereits am selben Abend von den Peschmergas mit US-Unterstützung vertrieben. Die US-Armee verlor dabei einen Mann. Nach dem Sieg über Daesch in der Schlacht um Mossul 2017 kam es am 24. Oktober 2017 in Tesqopa zu Kämpfen zwischen Peschmergas und irakischen Regierungstruppen. Die Bevölkerung von Tesqopa war bereits vor der ersten Einnahme des Ortes durch Daesch geflohen. Die Schrecken vor den Gräueltaten des Daesch, die unsichere Lage an der Frontlinie und ebenso die Kämpfe im Oktober 2017 hielten die Menschen von einer Rückkehr ab. Da Tesqopa nur kurzzeitig vom Daesch besetzt war, hatte dieser nur wenig Zeit, die Häuser des Ortes zu zerstören. Deswegen hat Tesqopa laut Kirche in Not deutlich weniger Zerstörungen erlitten als andere Orte der Ninive-Ebene. Andererseits waren im Jahre 2020 erst 55 % der beschädigten Häuser wieder repariert. Auch zeigten bereits Bilder vom August 2014 schwere mutwillige Zerstörungen durch Daesch.
Am 30. Mai 2017 unterzeichneten der chaldäische Patriarch von Babylon, Louis Raphael I Sako, und der Ministerpräsident Ungarns, Viktor Orbán, einen Vertrag, in dem Ungarn den Christen von Tesqopa Unterstützung für den Wiederaufbau zusicherte. Spendengelder in Höhe von 100.000 Euro kamen durch Kirche in Not. Am 8. Dezember 2017 wurde vom chaldäischen Erzbischof aus der Erzeparchie Erbil, Bashar Warda, die Kirche St. Georg in als erste wieder aufgebaute Kirche der Ninive-Ebene wieder eingeweiht. Bis zu dem Datum waren etwa zwei Drittel, also 1000 der vor dem Daesch insgesamt 1500 geflohenen christlichen Familien zurückgekehrt – der höchste Anteil von allen unter islamistischer Herrschaft gewesenen christlichen Ortschaften der Ninive-Ebene. Die zweite Kirche, St. Jakob, wurde mit etwa 700.000 Euro Spendengeldern des Menschenrechtszentrums Cottbus (MRZ) bis zum 1. Dezember 2019 wieder aufgebaut. Beim Eröffnungsgottesdienst am 22. Dezember 2019 waren auch MRZ-Mitglieder aus Cottbus anwesend.

## Sehenswürdigkeiten
In Tesqopa gibt es zwei Kirchen: Im Ortszentrum steht die Kirche St. Jacobus Intercisus (كنيسة مار يعقوب المقطع). Bei dieser Kirche wurde das linke Seitenschiff durch einen neuen Kirchenbau ersetzt, der direkt an die alte Kirche grenzt. Die Hauptkirche von Tesqopa ist die Kirche St. Georg (Mar Gorgis, كنيسة مار كوركيس). Beide Kirchen wurden erstmals 1499 erwähnt, doch Mar Gorgis wurde 1955 abgerissen und neu aufgebaut.